# 卧佛寺摩崖造像
卧佛寺摩崖造像位于河北省保定市唐县白合镇柏山村卧佛寺水库内，凿于一处高约6米、南北向面西的硅质石灰岩峭壁上。该摩崖造像被中华人民共和国国务院列入第七批全国重点文物保护单位。